# كونفريسا
كونفريسا بلدية في ولاية ماتو غروسو في المنطقة الوسطى الغربية من البرازيل.